# Красный Кут (Луганская область)
Кра́сный Кут (укр. Красний Кут) — посёлок, относится к Антрацитовскому району Луганской области Украины.
Центр Краснокутского поссовета, в который входят также посёлки Индустрия, Тамара и Урожайное.

## Географическое положение
Посёлок расположен на реке под названием Миусик (бассейн Миуса). Соседние населённые пункты: посёлки Индустрия, Фащевка на западе, Садово-Хрустальненский на юго-западе, Трубный на юге и город Вахрушево (ниже по течению Миусика) на юго-востоке, посёлки Хрустальный и Софиевский на востоке, Тамара на северо-востоке, Артёма, Давыдовка, Грушёвое (выше по течению Миусика) на севере, Запорожье на северо-западе.

## История
28 октября 1938 года Красный Кут получил статус посёлка городского типа
В январе 1989 года численность населения составляла 3455 человек.
По состоянию на 1 января 2013 года численность населения составляла 2474 человек.
С весны 2014 года — под контролем Луганской Народной Республики.

## Местный совет
94653, Луганская обл., Антрацитовский р-н, пгт. Красный Кут, ул. 2-я Советская, 20

## Известные жители
- Папков, Пётр Афанасьевич (1772—1853) — генерал-майор, петербургский обер-полицмейстер, после выхода в отставку жил в своём имении Красный Кут, где и умер.
- Илюхин Федор Тимофеевич (1911—2007) — советский писатель, фронтовой разведчик, уроженец села Красный Кут.